# Marcus Aurelius Cleander
Marcus Aurelius Cleander (z gr. Κλέανδρος 'sławny mąż'; ur.?, zm. 190, Rzym) – niewolnik, następnie wyzwoleniec cesarski, z pochodzenia Frygijczyk, wpierw pokojowiec (łac. cubicularius), później prefekt pretorianów.
Odgrywał decydującą rolę na dworze Kommodusa od śmierci oskarżonego o spisek prefekta pretorianów Perennisa (185), do którego obalenia w znacznej mierze się przyczynił. Kolejnych prefektów zmieniano zgodnie z jego życzeniem.
W 188 po zgładzeniu prefekta pretorianów Ebutianusa sam zajął jego miejsce lub przejął jego wpływy, a prefektem pretorian został Niger.
Wykorzystując wielkie zaufanie cesarza, zbyt zajętego walkami gladiatorskimi by kierować państwem, Kleander sprzedawał stanowiska i urzędy, zaś zostawszy prefektem mianował jeszcze dwóch innych na to samo stanowisko; w ten sposób pierwszy raz w historii Imperium Rzymskiego było trzech prefektów pretoriańskich jednocześnie.
W 190 w czasie rozruchów jakie wybuchły w Rzymie na tle głodu – spowodowanego według jednych źródeł przez samego Kleandra dążącego jakoby do objęcia tronu, według innych przez jego rywala, ministra aprowizacji (praefectus annonae) Papiriusza Dionizjusza – cesarz, aby uspokoić wzburzone tłumy, poświęcił swego faworyta i wydał go (wraz z jego rodziną i przyjaciółmi) na śmierć.